# Świadek incognito
Świadek incognito, a właściwie świadek anonimowy – świadek, któremu organ sądowy przyznał anonimowość w procesie.

## Polskie postępowanie karne
W polskim postępowaniu karnym świadek incognito, a właściwie świadek anonimowy to świadek, który został przesłuchany w toku postępowania karnego, a którego okoliczności umożliwiające ujawnienie tożsamości (np. wady wymowy) w tym dane osobowe, poza prokuratorem i sądem, z uwagi na uzasadnioną obawę niebezpieczeństwa dla życia, zdrowia, wolności albo mienia w znacznych rozmiarach świadka lub osoby dla niego najbliższej, nie są znane innym uczestnikom postępowania.
W polskiej procedurze karnej przepisy o świadku anonimowym obowiązują od 4 listopada 1995 roku na podstawie Ustawy z dnia 6 lipca 1995 r. o zmianie Kodeksu postępowania karnego (Dz.U. z 1995 r. nr 89, poz. 444), która wprowadziła do Kodeksu postępowania karnego art. 164a. W nowym Kodeksie postępowania karnego z 1997 roku (Dz.U. z 2022 r. poz. 1375), przepis o świadku incognito zawarty jest w art. 184.
W przeciwieństwie do instytucji świadka koronnego (który jest osobą podejrzaną o popełnienie przestępstw, a korzysta z bezkarności w zamian za zeznania dotyczące popełnionych przestępstw), świadkiem anonimowym może zostać każda osoba, świadek przestępstwa, wobec którego (lub osoby dla niego najbliższej) zachodzi uzasadniona obawa niebezpieczeństwa dla życia, zdrowia, wolności albo mienia w znacznych rozmiarach.
O przyznaniu statusu świadka anonimowego decyduje z urzędu, lub na wniosek świadka, prokurator w postępowaniu przygotowawczym, a sąd w postępowaniu sądowym.
Decyzja o ustanowieniu określonej osoby świadkiem anonimowym następuje w trybie postanowienia sądu lub prokuratora o zachowaniu w tajemnicy okoliczności umożliwiających ujawnienie tożsamości świadka, w tym danych osobowych, na które świadkowi i oskarżonemu, a w postępowaniu przed sądem także prokuratorowi, przysługuje zażalenie do sądu właściwego do rozpoznania sprawy. Postępowanie dotyczące zażalenia toczy się bez udziału stron i objęte jest klauzulą tajności "tajne" lub 'ściśle tajne".
W przypadku uwzględnienia zażalenia protokół zeznań świadka anonimowego ulega zniszczeniu.
W razie uprawomocnienia się postanowienia dane osobowe świadka i inne dane, które mogą doprowadzić do ustalenia tożsamości świadka są chronione jako ściśle tajne. Oskarżony i obrońca mogą zapoznać się tylko z wyciągiem z protokołu przesłuchania świadka, który nie zawiera ani danych świadka, ani tych fragmentów jego zeznań, których ujawnienie może zdekonspirować świadka.
W celu zapewnienia bezpieczeństwa świadka anonimowego przesłuchanie może odbyć się w formie wideokonferencji, z zastosowaniem aparatury zmieniającej wizerunek i głos zeznającego.
W przypadku świadomego złożenia przez świadka anonimowego fałszywych zeznań, prokurator w postępowaniu przygotowawczym, a sąd w postępowaniu sądowym, może uchylić postanowienie o zachowaniu w tajemnicy okoliczności umożliwiających ujawnienie tożsamości świadka, w tym danych osobowych. Protokół przesłuchania świadka podlega wówczas ujawnieniu w całości.

## Wielka Brytania
W Wielkiej Brytanii secret witnesses (tajni świadkowie) byli wykorzystywani podczas procesu dotyczącego zabójstwa Charlene Ellis i Letishy Shakespeare. Inne procesy, w których potencjalnie mogliby uczestniczyć tajni świadkowie, zostały zawieszone ze względu na brak gwarancji praw oskarżonego. Niemniej jednak korzystanie z tajnych świadków jest dozwolone zgodnie z prawem brytyjskim, ale jeśli sąd wyrazi zgodę na ich wykorzystanie w procesie, prokuratura jest zobowiązana do dostarczenia jak największej ilości informacji obronie.
 Zapoznaj się z zastrzeżeniami dotyczącymi pojęć prawnych w Wikipedii.